# Liste der kaiserlichen Generale der Frühen Neuzeit/E
Legende: * geboren | ~ getauft | † gestorben | ⚔ gefallen | Zu den Rangbezeichnungen siehe auch Generalsränge auf der Startseite.
- Ladislaus Freiherr von Ebergényi

* 1660 † 25. Juni 1724. Laufbahn: 18. April 1704 Generalfeldwachtmeister, 26. Juni 1708 mit Rang vom 20. März 1708 Feldmarschalleutnant, 4. Mai 1716 General der Kavallerie, 5. Oktober 1723 Feldmarschall
- Graf Ernst Albrecht von Eberstein

* 6. Juni 1605 † 9. Juni 1676. Laufbahn: 1641 hessen-kasselscher Generalmajor, Juni 1644 hessen-darmstädtischer Generalmajor, 7. Februar 1646 Generalleutnant; 24. März 1648 kaiserlicher Feldmarschalleutnant, Nov. 1657 dänischer Feldmarschall; 1667 kursächsischer Generalfeldmarschall
- Wenzel Ritter von Ebner Freiherr von Eschenbach

* 1743/45 † 14. Dezember 1820. Laufbahn: Febr. 1804 mit Rang vom 21. Dezember 1802 Generalmajor, 17. Dezember 1812 Feldmarschalleutnant
- Joseph Ludwig von Eckel

* ? † ?. Laufbahn: 29. März 1761 mit Rang vom 15. Juli 1758 Generalfeldwachtmeister
- Christoph Ludwig Freiherr von Eckhardt

* 25. August 1761 † 7. März 1843. Laufbahn: 17. Juni 1809 Generalmajor, 28. August 1821 Feldmarschalleutnant, 1. April 1835 Feldzeugmeister (Charakter) ehrenhalber und im Ruhestand
- Franz Edler von Hartenstein

† 11. Februar 1807. Laufbahn: 2. Oktober 1799 mit Rang vom 29. Oktober 1799 Generalmajor
- Leopold Ritter von Eder

† 27. Februar 1798. Laufbahn: 10. April 1783 mit Rang vom 13. April 1783 Generalmajor, 16. Januar 1790 mit Rang vom 31. Januar 1790 Feldmarschalleutnant
- Rudolf Graf und Herr von Edling und Hungersbach

* 1641 † 8. März  (1. Oktober  ?) 1711. Laufbahn: Mai 1693 Generalfeldwachtmeister
- Joseph Egger Edler von Eggstein

* 1747 † 10./11. Juni 1815. Laufbahn: 30. Januar 1800 Generalmajor, 1. Februar 1800 im Ruhestand
- Ignaz von Eggermann

† 22. August 1814. Laufbahn: 29. Oktober 1800 Generalmajor, 22. Januar 1808 Feldmarschalleutnant
- Christian Friedrich Graf von Egkh und Hungersbach

† 23. Dezember 1711 oder 11. Februar 1712. Laufbahn: 26. Mai 1708 Generalfeldwachtmeister
- Johann Karl Graf von Egkh und Hungersbach

† 9. August 1719. Laufbahn: 3. Mai 1716 Generalfeldwachtmeister, Sept. 1718 Feldmarschalleutnant
- Johann Christian Freiherr von Eichholz

* 1708 † 22. Dezember 1791. Laufbahn: 16. Juli 1770 mit Rang vom 5. Juni 1759 Generalmajor
- Kurt Heinrich Freiherr von Einsiedel

~ 13. April 1735 † 21. Juli 1809. Laufbahn: 13. September 1789 mit Rang vom 27. August 1789 Generalmajor, 1795 im Ruhestand
- Anselm Karl Bernhard Elgger von Frohberg

~ 22. April 1757 † 4. Juli 1820. Laufbahn: 30. März 1813 Generalmajor
- Karl Reinhard von Ellrichshausen

* 5. Januar 1720 † 9. Juni 1779. Laufbahn: 17. Februar 1759 Generalfeldwachtmeister, 25. Januar 1766 mit Rang vom 30. Juni 1760 Feldmarschalleutnant, 1. Mai 1773 mit Rang vom 18. August 1770 Feldzeugmeister
- Friedrich Kaspar Freiherr von Elmendorff

* 9. Juni 1706 † 13. August 1767. Laufbahn: 24. März 1760 Generalfeldwachtmeister
- Franz Philipp Freiherr von Elmpt

* 3. Oktober 1724 † 5. April 1795. Laufbahn: 1. Juli 1779 mit Rang vom 30. Juni 1779 Generalmajor, 13. Februar 1790 mit Rang vom 14. Mai 1789 Feldmarschalleutnant
- Franz Anton Freiherr von Elsnitz

* 28. September 1742 † 31. Dezember 1825. Laufbahn: 4. März 1796 mit Rang vom 20. Februar 1796 Generalmajor, 2. Oktober 1799 mit Rang vom 25. September 1799 Feldmarschalleutnant, Ende 1809 im Ruhestand
- Johann Friedrich Graf von Elster

* 7. (16. ?) 9.1645 † 1. August 1716. Laufbahn: 11. Oktober 1690 Feldmarschalleutnant, 20. Juli 1696 Feldzeugmeister; 1693 kurpfälzischer Feldzeugmeister, 15. November 1697 spanischer General
- Albrecht Freiherr von Elstern und Ederheim

* 2. Januar 1677 † 1721. Laufbahn: 16. Juni 1716 Generalfeldwachtmeister
- Hugo Franz Anselm Kasimir Johann Nepomuk Graf von Eltz, gen. Faust von Stromberg,

* 28. März 1772 † 20./21. Januar 1823. Laufbahn: 2. September 1809 Generalmajor
- Franz Johann Jakob Graf von Eltz

* 18. Juli 1667 † 1728. Laufbahn: 29. Mai 1716 Generalfeldwachtmeister, 28. Oktober 1723 Feldmarschalleutnant
- Hermann Freiherr von Elverfeld † 1757. Laufbahn: 17. Juli  1745 Generalfeldwachtmeister, 1757 Feldmarschalleutnant ?
- Christoph Gottfried von Engelhardt und Schnellenstein

* Juli 1685 † 1768. Laufbahn: 22. März 1741 Generalfeldwachtmeister, 1754 mit Rang vom 1. Juli 1752 Feldmarschalleutnant
- Vinzenz Konrad Freiherr Engelhardt von Schnellenstein

† 9. März 1790. Laufbahn: 10. April 1783 mit Rang vom 11. April 1783 Generalmajor
- Franz Anton Leopold Ponz Freiherr von Engelshofen

* 1692 † 3. Februar 1761. Laufbahn: 8. April 1734 Generalfeldwachtmeister, 19. März 1741 Feldmarschalleutnant, 12. Juni 1754 mit Rang vom 8. November 1748 Feldzeugmeister
- Graf Adrian von Enkevort

* 20. August 1603 † 3. Juni 1663. Laufbahn: 3. März 1636 Generalfeldwachtmeister, 26. März 1644 Feldmarschalleutnant, 19. Februar 1647 Feldzeugmeister, 1. August 1648 (?) Feldmarschall, 13. Juni 1658 dito; 11. Juli 1648 kurbayerischer Feldmarschall
- Karl Freiherr von Enzenberg zum Freyen- und Jöchelsthurn

† 18. Mai 1810. Laufbahn: 26. November 1777 mit Rang vom 27. Mai 1777 Generalmajor, 16. Januar 1790 mit Rang vom 29. März 1789 Feldmarschalleutnant
- Sigmund Percifal Freiherr von Enzenberg zum Freyen- und Jöchelsthurn

* 13. Dezember 1755 † 9. Januar 1835. Laufbahn: 30. März 1813 Generalmajor, 8. Oktober 1824 Feldmarschalleutnant
- Freiherr Nikolaus Eötvös de Vásaros-Námeny

* 1716 † 1782. Laufbahn: 2. November 1762 Generalfeldwachtmeister
- Franz Joseph d’Eppelle

† 9. März 1757. Laufbahn: 26. Dezember 1751 Generalfeldwachtmeister
- Christian Graf zu Erbach-Schönberg

* 7. Oktober 1728 † 29. Mai 1799. Laufbahn: 19. Januar 1771 mit Rang vom 14. Januar 1765 Generalmajor
- Johann Karl Eugen Graf zu Erbach-Schönberg

* 10. Februar 1732 † 29. Juli 1816. Laufbahn: 10. April 1783 mit Rang vom 20. Februar 1783 Generalmajor, 16. Januar 1790 mit Rang vom 11. Mai 1789 Feldmarschalleutnant, 4. März 1796 mit Rang vom 8. September 1794 Feldzeugmeister
- Alexander Graf Erdödy von Monyorókerék und Monoszló

* 20. Mai 1726 † 25. Dezember 1793. Laufbahn: 10. August 1771 mit Rang vom 20. Januar 1770 Generalmajor
- Anton Graf Erdödy von Monyorókerék und Monoszló

* 1714 † 1769. Laufbahn: 28. August 1747 Generalfeldwachtmeister
- Johann Nepomuk Graf Erdödy von Monyorókerék und Monoszló

* 13./23. Mai 1733 † 23. März 1806. Laufbahn: 1. Mai 1773 mit Rang vom 12. August 1765 Generalmajor, 10. April 1783 mit Rang vom 10. April 1783 Feldmarschalleutnant, 11. November 1794 mit Rang vom 24. April 1794 General der Kavallerie

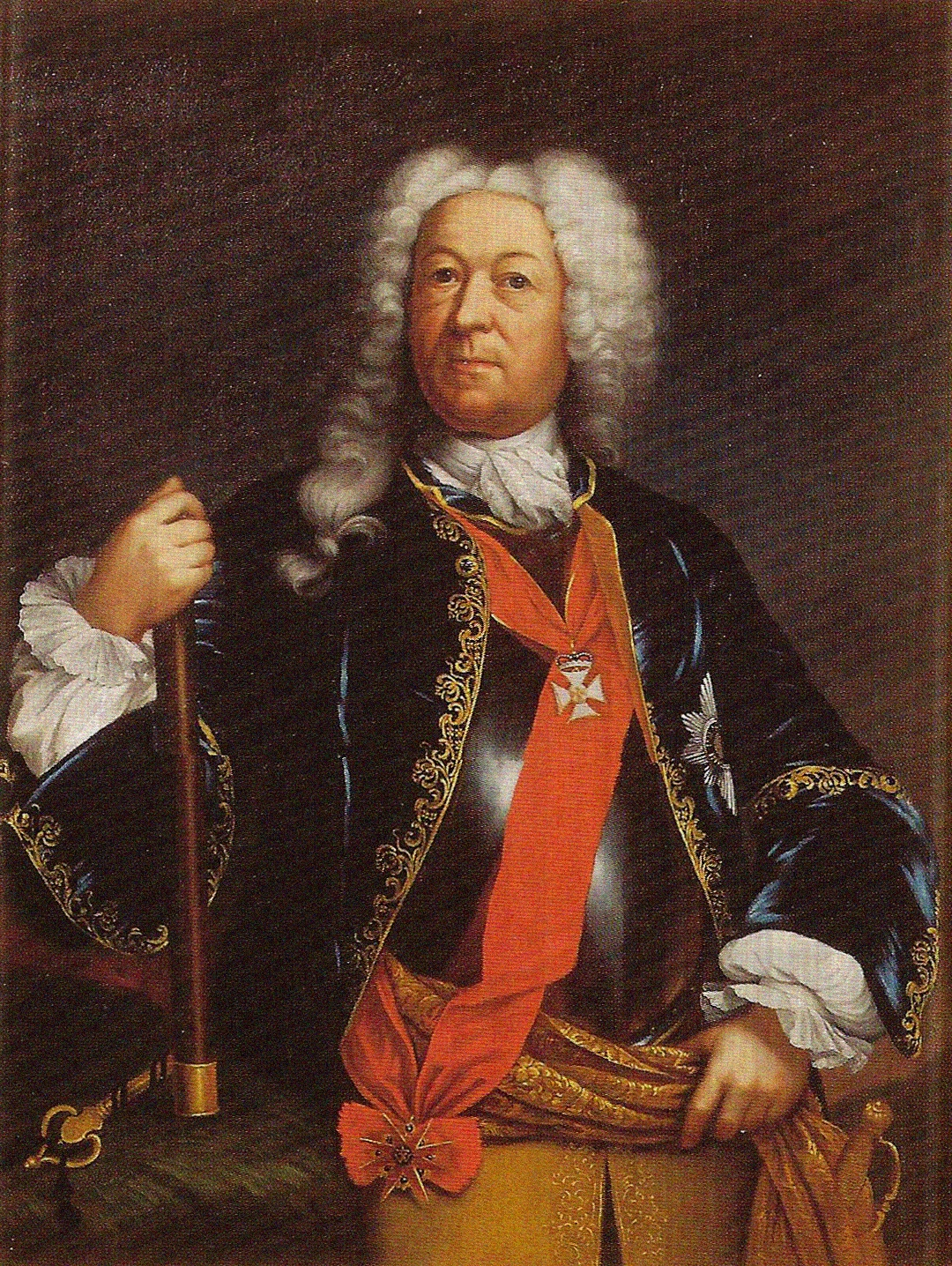
Hieronymus von Erlach um 1715

- Ludwig Graf Erdödy von Monyrókerék und Monoszló

* 1694 † 1752. Laufbahn: 1. Mai 1749 Generalfeldwachtmeister (Titel)
- Hieronymus Graf von Erlach

* 31. März 1667 † 28. April 1748. Laufbahn: 13. Mai 1704 Generalfeldwachtmeister, 20. Mai 1707 Feldmarschalleutnant
- Joseph von Ernst

† 29. März 1807. Laufbahn: 13. November 1778 mit Rang vom 28. Oktober 1778 Generalmajor, 25. Januar 1789 mit Rang vom 25. März 1789 Feldmarschalleutnant (Charakter), 25. Juli 1789 im Ruhestand
- Adam Eröss von Lengyelfalva

* 1670 † 18. Dezember 1763. Laufbahn: 7. Juli 1745 Generalfeldwachtmeister
- Hermann Dominik Ritter Ertel von Krehlau

† 8. Februar 1847. Laufbahn: 30. April 1815 Generalmajor (Charakter) ehrenhalber und im Ruhestand
- Joseph Freiherr Ertel von Seeau

† 28. Februar 1805. Laufbahn: 16. November 1802 Generalmajor (Charakter) ehrenhalber
- Anton Graf von Escalar

* ? † ?. Laufbahn: 30. Januar 1750 Generalfeldwachtmeister
- Edmund Freiherr von Esch

† 29. August 1691. Laufbahn: dänischer und kurtrierischer Generalmajor; 7. November 1683 kaiserlicher Generalfeldwachtmeister
- Espeja y Vera

* ? † ?. Laufbahn: 21. April 1728 Feldmarschalleutnant
- Carlo Emmanuele d’Este, Marchese di Borgomanero

* 1622 † 24. Oktober 1695. Laufbahn: 10. August 1657 Generalfeldwachtmeister
- Franz III. Maria d’Este, Herzog von Modena, Reggio und Mirandola

* 2. Juli 1698 † 22. Februar 1780. Laufbahn: 10. November 1737 Feldzeugmeister, 1. September 1755 Feldmarschall; 1743 spanischer Generalus
- Herkules III. Rainaldus d’Este, Herzog von Modena, Reggio, Mirandola und Massa, Fürst von Carrara und im Breisgau

* 22. November 1727 † 14. Oktober 1803. Laufbahn: 13. März 1757 Generalfeldwachtmeister, 24. Mai 1766 Feldmarschall
- Gabriele Francesco d’Este, Marchese di Borgomanero

* gefallen bei Parma 29. Juni 1734. Laufbahn: 15. Oktober 1733 Feldmarschalleutnant
- Carlo Emmanuele d’Este, Marchese di Santa Cristina

† 7. Dezember 1766. Laufbahn: 1737 modenes. Generalkapitän; 27. Januar 1755 k.k. Generalfeldwachtmeister
- Emerich Graf Esterházy von Galántha

* 1. Oktober 1722 † 2. Juni 1792. Laufbahn: 9. März 1758 Generalfeldwachtmeister, 25. Januar 1767 mit Rang vom 6. Oktober 1765 Feldmarschalleutnant, 1. Mai 1773 General der Kavallerie
- Franz VI. Graf Esterházy von Galántha

* 19. Juni 1682 (19. September 1683 ?) † 25. November  (22. Oktober  ?) 1754. Laufbahn: 10. Juni 1709 Generalfeldwachtmeister, 29. Mai 1734 Feldmarschalleutnant, 4. November 1741 General der Kavallerie, 22. August 1751 Feldmarschall
- Nikolaus IV. Ferdinand Franz Xaver Anton Fürst Esterházy von Galántha, gefürsteter Graf von Edelstetten

* 12. Dezember 1765 † 24. November 1833. Laufbahn: 13. Mai 1796 mit Rang vom 27. Mai 1796 Generalmajor, 9. August 1803 Feldmarschalleutnant, 24. Mai 1817 Feldzeugmeister
- Joseph Graf Esterházy von Galántha

* 20. September 1714 † 19. August 1759 (13. August 1762 ?). Laufbahn: 8. Juli 1747 Generalfeldwachtmeister, 8. Dezember 1758 Feldmarschalleutnant
- Joseph Sigmund Graf Esterházy von Galántha

* 19. Juni  (31. Mai  ?) 1682 † 10. Mai 1748. Laufbahn: 27. September 1721 Generalfeldwachtmeister, 1. November 1733 Feldmarschalleutnant, 18. Februar 1739 General der Kavallerie, 30. September 1741 Feldmarschall
- Kaspar Graf Esterházy von Galántha

* 1663 † 17. September 1724. Laufbahn: 1. Juni 1716 Generalfeldwachtmeister, 30. Oktober 1723 Feldmarschalleutnant

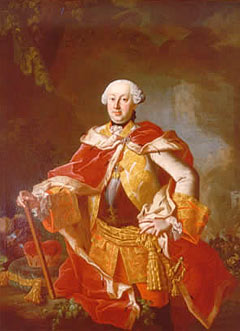
Paul II. Anton Esterházy

- Nikolaus Joseph Fürst Esterházy von Galántha

* 18. Dezember 1714 † 28. September 1790. Laufbahn: 6. Juli 1747 Generalfeldwachtmeister, 25. Juni 1757 Feldmarschalleutnant, 21. April 1764 mit Rang vom 18. August 1762 Feldzeugmeister, 16. April 1770 Feldmarschall
- Paul Anton II. Fürst Esterházy von Galántha

* 22. April 1711 † 18. März 1762. Laufbahn: 5. Oktober 1741 Generalfeldwachtmeister, 6. Juli 1747 Feldmarschalleutnant, 12. Juni 1754 mit Rang vom 11. Dezember 1748 General der Kavallerie, 13. Mai 1758 Feldmarschall
- Paul Anton II. Anselm Fürst Esterházy von Galántha

* 11. April 1738 † 22. Januar 1794. Laufbahn: 1. Mai 1773 mit Rang vom 8. Juli 1770 Generalmajor, 15. Mai 1784 mit Rang vom 11. Mai 1784 Feldmarschalleutnant
- Paul Graf Esterházy von Galántha

* 1761 † 4. Januar 1808. Laufbahn: 29. Oktober 1800 (mit Rang vom ... ) Generalmajor
- Paul I. Fürst Esterházy von Galántha

* 7./8. September 1635 † 26. März 1713. Laufbahn: 1663 Generalfeldwachtmeister ???; 14. Dezember 1668 Kreis-Oberst der bergstädt. Grenze; 1679 Feldmarschall ??; 1681 Palatin von Ungarn
- Ferdinand Freiherr d’Etreppis

* ? † ?. Laufbahn: 19. Januar 1771 mit Rang vom 24. Mai 1759 Generalmajor
- Konstantin von Ettingshausen

* 22. September 1760 † 11. März 1826. Laufbahn: 22. Januar 1808 mit Rang vom 28. Juni 1805 im Ruhestand, Ende 1809 im Ruhestand